# ТС-62
ТС-62 – советский транспортный самолёт, созданный на основе переделанного американского «Дугласа» С-47, который в свою очередь является переделкой военно-транспортной версии самолета на основе пассажирского DC-3. Название расшифровывается как «транспортный самолёт», цифра 62 в названии означает, что самолёт был переделан под советский двигатель АШ-62ИР. Всего было переделано 287 самолётов.

## Эксплуатация
ТС-62 летали в качестве пассажирских самолётов в составе авиакомпании «Аэрофлот» в конце сороковых и всю первую половину пятидесятых годов двадцатого века, также использовались в качестве транспортных самолётов, в частности часть самолётов ТС-62 входила в состав 36 транспортного отряда, базировавшемся в Норильске с 4 августа 1950 года и реорганизованном в 1952 году в 128 ОАО. Известен номер одной машины: 1098[значимость факта?].
В Таджикском управлении ГВФ эксплуатировались аналогичные самолеты ТС-82, переделанные под двигатели АШ-82ФН. Отличались и большей мощностью, и лучшими высотными данными. ТС-82 в крейсерском полете достаточно легко обходил отечественный Ил-12. Такие машины, в частности, обслуживали линию на высокогорный аэропорт Хорог. ТС-62, наравне с оригинальным C-47, высоко ценились в полярной авиации. Там эти машины обычно оборудовались дополнительными бензобаками большого объема.

## Технические характеристики двигателя АШ-62ИР[4]
| Габариты, мм: длина диаметр                                               | 1328 1380    |
| Количество цилиндров                                                      | 9            |
| Рабочий объём цилиндров, л                                                | 29,87        |
| Степень сжатия                                                            | 6,4          |
| Масса сухая, кг                                                           | 579          |
| Мощность, л.с.: взлётная номинальная у земли номинальная на высоте 1500 м | 1000 820 840 |
| Частота вращения коленчатого вала, об/мин.: минимальная максимальная      | 550 2350     |
| Удельный расход топлива, кг/л.с.·ч                                        | -            |

## Лётные характеристики
ТС-62 является переделкой американского С-47, с отличием в том, что вместо импортного двигателя на него был установлен отечественный АШ-62ИР, производство и поставка которого обеспечивались значительно проще, чем получение импортных запчастей. Базовые лётные характеристики самолёта при этом не получили значительных изменений.
- Максимальная скорость: 369 км/ч
- Крейсерская скорость: 260 км/ч
- Нормальная дальность полёта: 2600 км
- Максимальная дальность полёта: 6100 км
- Практический потолок: 7300 м

## Происшествия и катастрофы
- 23 декабря 1948 года в районе аэропорта Внуково самолёт ТС-62 столкнулся в небе с самолётом Ил-12. В результате катастрофы погибло 12 человек. Бортовой номер разбившегося в этой катастрофе ТС-62 — СССР-Л861. На борту ТС-62 при этом находилось четыре члена экипажа, еще четыре человека также составляли лётный экипаж, летевших со смены на отдых[5].
- 30 декабря 1948 года под Минском разбился самолёт ТС-62 с бортовым номером СССР-Л1017, летевший из Минска в Москву в целях перегонки самолёта. Погибло три человека из экипажа, один смог выжить, пассажиров на борту не было[6].
- 2 декабря 1949 года ТС-62 разбился в аэропорту Надежда (Норильск) с бортовым номером СССР-Х395. Погибли 2 члена экипажа[7].
- 15 января 1950 года ТС-62 разбился близ аэропорта Ташкент с бортовым номером СССР-Л969. Из-за обледенения стёкол самолёта экипаж решил сесть. При производстве посадки, которая выполнялась в условиях крайне ограниченного обзора из кабины самолёта и ничем не обозначенной полосы выравнивания, командир корабля рано вывел самолёт из режима планирования, в результате чего приземление произошло в 400 м до посадочного «Т» и разбился[8].
- 17 апреля 1950 года ТС-62 разбился близ Витима с бортовым номеров СССР-Л862, выполнявший рейс Иркутск-Киренск-Олёкминск-Якутск. В полёте загорелся левый двигатель, после чего на высоте 2000 м двигатель отвалился. Самолёт продолжал удерживаться в пикировании, которое продолжалось до высоты 300-400 м, после чего пилоты постепенно уменьшили угол пикирования. Перед землёй самолёт находился почти в режиме горизонтального полета. На борту находилось 20 человек: 4 члена экипажа и 16 пассажиров, погибло 10 человек[9].
- 9 ноября 1950 года ТС-62 разбился близ Туруханска с бортовым номером СССР-Л1098, выполнявший рейс Красноярск-Туруханск-Дудинка. Во время полёта произошло обледенение. При посадке самолёт начал разворот, потеряв из виду землю и аэропорт. Радиовысотомер не был включен. Самолёт при этом потерял скорость, свалился на правое крыло, ударился консолью правого крыла о землю, а затем ударился о землю шасси. Всего на борту было 12 человек: 4 членов экипажа и 8 пассажиров. Погибло 2 человека[10].
- 24 ноября 1951 года ТС-62 разбился близ аэропорта Киева с бортовым номером СССР-Л961. Из-за сложных метеоусловий при втором заходе экипаж не стал заходить на посадку по приборам, а пытался рассмотреть землю. В результате самолёт на высоте 25-30 м потерял скорость, свалился на левое крыло и упал на землю в 700 м от ВПП[11].
- 5 октября 1952 года ТС-62 столкнулся с самолётом Ил-12 над Гатчиной под Ленинградом. В результате катастрофы погиб 31 человек. Бортовой номер самолёта ТС-62, попавшего в эту катастрофу, был СССР-Л1055[12].
- 1 февраля 1953 года ТС-62 разбился близ Ревды с бортовым номером СССР-Л1062. Экипаж, приняв Ревду за Свердловск, начал заход на посадку и разбился на возвышенности. На борту находилось 4 члена экипажа. Никто серьёзно не пострадал[13].
- 13 августа 1953 года ТС-62 с бортовым номером СССР-Л1034 врезался в аэропорту Быково в стоящий Ли-2 с бортовым номером СССР-Л4393. Самолёт приземлился на полосу подхода. Из-за тумана, после приземления экипаж увидел прямо перед собой стоящие самолёты. Командир корабля резко затормозил левое колесо, избежав тем самым лобового удара, но зацепил правой плоскостью своего самолёта самолёт Ли-2[14].